# 下沢佳充
下沢 佳充（しもざわ よしたか、1961年1月12日 - ）は日本の政治家。石川県議（7期目）を務める。過去には、石川県議会副議長、第95代石川県議会議長を務めた。

## 経歴
1961年1月12日、金沢市金石に生まれる。石川県立金沢泉丘高等学校卒業後、1984年、早稲田大学商学部卒業。学生時代は早稲田大学雄弁会に所属していた。森喜朗の議員秘書を12年間務めた後、1995年4月9日の石川県議会選挙に金沢市選挙区から自由民主党公認で立候補して初当選を果たした。2007年5月2日から2008年3月20日まで石川県議会副議長を、2013年3月21日から2014年3月27日まで第95代石川県議会議長を務めた。
2023年4月に行われた石川県議会議員選挙で、金沢市選挙区で有権者らに対し会合を開き、接待をしたとして、警察は支援者や出席者十数人を公職選挙法違反の疑いで書類送検した。

### 2014年金沢市長選挙
2014年8月26日、金沢市長選挙への立候補を正式に表明した。9月1日、県議を辞職した。自民党と公明党の推薦を得て立候補したが、10月5日、不祥事での出直しを狙った前市長の山野之義に敗れた。
※当日有権者数：-人 最終投票率：47.03%（前回比：+11.1pts）
| 候補者名 | 年齢 | 所属党派 | 新旧別 | 得票数   | 得票率 | 推薦・支持             |
| -------- | ---- | -------- | ------ | -------- | ------ | ---------------------- |
| 山野之義 | 52   | 無所属   | 前     | 93,698票 | 55.7%  | -                      |
| 下沢佳充 | 53   | 無所属   | 新     | 35,924票 | 21.4%  | 自由民主党・公明党推薦 |
| 石坂修一 | 61   | 無所属   | 新     | 28,316票 | 16.8%  | 民主党・社会民主党推薦 |
| 升きよみ | 71   | 無所属   | 新     | 10,311票 | 6.1%   | 日本共産党推薦         |

2015年4月12日、県議選で6選を果たし、返り咲いた。2019年4月7日、7選を果たした。

## 発言
- 2021年8月25日、次期衆議院選挙の候補者選びについて「若い細いかっこいいが有利だ」「もう一つ大事な要素があった。女、女子」と取材陣に発言した[16]。また、女性記者に対し「該当者2人」とも発言した[16]。取材に対し、「言葉足らずな部分があったかもしれない」と述べ「女、女子」の部分は撤回する意向を示している[16]。